# Борање (Пескара)
Борање (итал. Boragne) је насеље у Италији у округу Пескара, региону Абруцо.
Према процени из 2011. у насељу је живело 6 становника. Насеље се налази на надморској висини од 610 м.